# Liste der Preisträger des Felix Mendelssohn Bartholdy Hochschulwettbewerbs

Logo des FMBHW

Die Liste der Preisträgern des Felix Mendelssohn Bartholdy Hochschulwettbewerb verzeichnet alle Sieger sowie die Zweit- und Drittplatzierten der Gesamtwertung des Felix Mendelssohn Bartholdy Hochschulwettbewerbs seit seiner ersten Austragung.
Von 1879 bis 1934 wurde der Preis als Mendelssohn-Preis (Felix-Mendelssohn-Bartholdy-Staat-Stipendium, auch: Mendelssohn-Staatspreis) vom Staat Preußen vergeben, nachdem der Wettbewerb aus einem Nachlass der Familie Mendelssohn hervorging. Nach der Wiederaufnahme des Wettbewerbs nach dem 2. Weltkrieg im Jahre 1963 wurde der Wettbewerb von der Stiftung Preußischer Kulturbesitz ausgerichtet. Dabei vergab der Bundespräsident Stipendien. Erst seit 2013 stiftet der Bundespräsident den zweiten Preis. Zudem werden vielfach Sonderpreise vergeben, um herausragende Leistungen bestimmter Wettbewerbsbeiträge zu würdigen.

## Preisträger seit 2013

### Hauptpreise
| Jahr | Fach                | Mendelssohn-Preis (1. Preis) | Mendelssohn-Preis (1. Preis) | Preis des Bundespräsidenten (2. Preis) | Preis des Bundespräsidenten (2. Preis) | Elsa-Wera-Arnold-Preis (3. Preis) | Elsa-Wera-Arnold-Preis (3. Preis) |
| Jahr | Fach                | Name                         | Hochschule                   | Name                                   | Hochschule                             | Name                              | Hochschule                        |
| ---- | ------------------- | ---------------------------- | ---------------------------- | -------------------------------------- | -------------------------------------- | --------------------------------- | --------------------------------- |
| 2025 | Klaviertrio         | Bernstein Trio               | Berlin (Hanns Eisler)        | Trio Brontë                            | Berlin (Hanns Eisler)                  | KaleidoTrio                       | Detmold                           |
| 2025 | Violine             | Tsukushi Sasaki              | Lübeck                       | Alexandra Weissbecker                  | Berlin (Hanns Eisler)                  | Maya Wichert                      | Hannover                          |
| 2024 | Streichquartett     | Viatores Quartett            | Berlin (Hanns Eisler)        | Nerida Quartett                        | Stuttgart                              | Eden Quartett Sapphō Quartett     | Hannover Berlin (UdK)             |
| 2024 | Gesang              | Martina Baroni               | München                      | Maine Takeda                           | Karlsruhe                              | Jakob Schad                       | München                           |
| 2023 | Violoncello         | Konstanze Pietschmann        | Leipzig                      | Felix Brunnenkant                      | München                                | Keisuke Morita                    | Saar                              |
| 2023 | Orgel               | Sunkyung Noh                 | Leipzig                      | Johannes Krahl                         | Leipzig                                | Risa Toho                         | Freiburg im Breisgau              |
| 2022 | Klavier             | Jeonghwan Kim                | Berlin (Hanns Eisler)        | Jiyoung Kim                            | München                                | Jinhyung Park Youngho Park        | Hannover                          |
| 2022 | Komposition         | Zara Ali                     | Detmold                      | Kiloh Lee                              | Lübeck                                 | Marc L. Vogler Dachan Kim         | Köln Stuttgart                    |
| 2021 | Violine             | Claire Wells                 | Köln                         | Gina Keiko Friesicke                   | Detmold                                | Tassilo Probst                    | München                           |
| 2021 | Klaviertrio         | Trio Hannari                 | Frankfurt am Main            | Yugen Trio                             | München                                | Trio E.T.A.                       | Hamburg                           |
| 2020 | Gesang              | Carmen Artaza                | Frankfurt am Main            | Freya Apffelstaedt                     | München                                | Ekaterina Chayka-Rubinstein       | Hannover                          |
| 2020 | Streichquartett     | Baum Quartett                | Hannover                     | Cheng Quartett                         | Hannover                               | Quartett HANA                     | München                           |
| 2019 | Violoncello         | Sebastian Fritsch            | Weimar                       | Sul Yoon                               | München                                | Petar Pejčić                      | Leipzig                           |
| 2019 | Orgel               | Johannes Lamprecht           | München                      | Lars Schwarze                          | Lübeck                                 | Laurens de Man                    | Berlin (UdK)                      |
| 2018 | Klavier             | Shihyun Lee                  | Berlin (UdK)                 | Cunmo Yin                              | Hannover                               | Junhyung Kim Qian Yong            | München Berlin (UdK)              |
| 2018 | Komposition         | Marc David Ferrum            | Karlsruhe                    | Wataru Mukai & Jonathan Schmieding     | Mannheim                               | Arsen Babajanyan                  | München                           |
| 2017 | Violine             | Diana Tishchenko             | Berlin (Hanns Eisler)        | Thomas Reif                            | Berlin (Hanns Eisler)                  | David Petrlik                     | Folkwang / Essen                  |
| 2017 | Klaviertrio         | Trio Marvin                  | Leipzig                      | Trio HON                               | Hamburg                                | Gutfreund Trio                    | Frankfurt am Main                 |
| 2016 | Klavier             | Wataru Hisasue               | Freiburg im Breisgau         | So Hyang In                            | München                                | Knut Hanßen                       | Köln                              |
| 2016 | Posaune             | Žan Tkalec                   | Hannover                     | Matthias Lampl                         | Würzburg                               | Philip Pineda Resch Miriam Raspe  | Hannover Trossingen               |
| 2016 | Streichquartett     | vision string quartet        | Berlin (UdK)                 | /                                      | /                                      | Eliot-Quartett                    | Frankfurt am Main                 |
| 2015 | Viola               | Sara Kim                     | München                      | Adrien La Marca                        | Berlin (Hanns Eisler)                  | Sejune Kim Olof von Gagern        | Berlin (UdK) Lübeck               |
| 2015 | Trompete            | Simon Höfele                 | Karlsruhe                    | Sebastian Berner                       | München                                | Markus Czieharz Peter Dörpinghaus | Karlsruhe Hannover                |
| 2015 | Klarinette          | Zilvinas Brazauskas          | Lübeck                       | Patrick Hollich                        | Stuttgart                              | Laura Mañez Miralles              | Frankfurt am Main                 |
| 2015 | Vokalensemble       | Voktett Hannover             | Hannover                     | Ensemble Thios Omilos                  | Leipzig                                | Ensemble Nobiles                  | Leipzig                           |
| 2014 | Gesang              | Dennis Lionel Sörös          | Karlsruhe                    | Sumi Hwang                             | München                                | Sonja Šarić                       | Mannheim                          |
| 2014 | Kontrabass          | Michael Karg                 | Nürnberg                     | Rāzvan Popescu                         | Würzburg                               | Jee Eun Seo                       | Stuttgart                         |
| 2014 | Ensemble Neue Musik | Fukio Ensemble               | Köln                         | trio sostenuto                         | Dresden                                | IEMA-Ensemble 2013/14             | Frankfurt am Main                 |
| 2014 | Komposition         | Eunsung Kim                  | Weimar                       | Francisco Concha Goldschmidt           | Köln                                   | Josep Planells Schiaffino         | Berlin (Hanns Eisler)             |
| 2013 | Violoncello         | Konstanze von Gutzeit        | Weimar                       | Jonas Palm                             | Stuttgart                              | Leonard Disselhorst               | Karlsruhe                         |
| 2013 | Schlagzeug          | Se-Mi Hwang                  | Stuttgart                    | Simone Rubino                          | München                                | Shinichi Minami                   | Karlsruhe                         |
| 2013 | Bläserkammermusik   | Canorusquintett              | München                      | 10forBrass                             | Hamburg                                | Orkan Quartet                     | Köln                              |
| 2013 | Komposition         | /                            | /                            | Matthias Krüger Katharina Roth         | Köln Lübeck                            | /                                 | /                                 |

### Sonderpreis – Beste Interpretation des Auftragwerkes
Für jedes Wettbewerbsfach wird eine Komposition für die erste Wertungsrunde in Auftrag gegeben. Der Sonderpreis für die beste Interpretation des Auftragwerkes wird von der Jury vergeben und ist von der Elsa-Wera-Arnold Stiftung gestiftet.
| Jahr | Fach            | Preisträger           | Preisträger           | Komposition            | Komposition                                                  |
| Jahr | Fach            | Name                  | Hochschule            | Name                   | Titel                                                        |
| ---- | --------------- | --------------------- | --------------------- | ---------------------- | ------------------------------------------------------------ |
| 2025 | Klaviertrio     | Bernstein Trio        | Berlin (Hanns Eisler) | Zara Ali               | Dream Concentrate for Piano Trio                             |
| 2025 | Violine         | Daniil Gonobolin      | Berlin (Hanns Eisler) | Aziza Sadikova         | Reflections sur Versailles für Violine solo                  |
| 2024 | Streichquartett | Oxalis Quartett       | Frankfurt am Main     | inti figgis-vizueta    | secret music                                                 |
| 2024 | Gesang          | Laura Irmgard Braun   | Nürnberg              | Jan Müller-Wieland     | Blind                                                        |
| 2023 | Violoncello     | Leopold Behrens       | Köln                  | Younghi Pagh-Paan      | Der Wind weht, wo er will                                    |
| 2023 | Orgel           | Sunkyung Noh          | Leipzig               | Zsigmond Szathmáry     | Rubik’s Cube                                                 |
| 2022 | Klavier         | Matteo Weber          | Karlsruhe             | Tatjana Komarova       | "Pas de Two" for Piano                                       |
| 2021 | Violine         | Claire Wells          | Köln                  | Helena Winkelman       | 4 Capriccios für Solo-Violine                                |
| 2021 | Klaviertrio     | Orelon Trio           | Berlin (UdK)          | Vito Žuraj             | Anthemideae                                                  |
| 2020 | Gesang          | Mengqi Zhang          | Berlin (UdK)          | Konstantia Gourzi      | Rezitativ Antigone                                           |
| 2020 | Streichquartett | Baum Quartett         | Hannover              | Sidney Corbett         | la voce abbandonata                                          |
| 2019 | Violoncello     | Ildikó Szabó          | Weimar                | Christian Jost         | lautlos II                                                   |
| 2019 | Orgel           | Laurens de Man        | Berlin (UdK)          | José M. Sánchez-Verú   | LAR II                                                       |
| 2018 | Klavier         | Shihyun Lee           | Berlin (UdK)          | Kit Armstrong          | "Études de dessin"                                           |
| 2017 | Violine         | Diana Tishchenko      | Berlin (Hanns Eisler) | Ming-Hsiu Yen          | The Wire Dancer                                              |
| 2017 | Klaviertrio     | LUX Trio              | München               | Thorsten Encke         | II. Trio                                                     |
| 2016 | Klavier         | Mathis Bereuter       | Berlin (UdK)          | Aziza Sadikova         | Fantasie                                                     |
| 2016 | Posaune         | Miriam Raspe          | Trossingen            | Joachim F.W. Schneider | A Short Lecture On Irreversible Numbers                      |
| 2016 | Streichquartett | vision string quartet | Berlin (UdK)          | Sinem Altan            | Streichquartett Nr. 1 "hırçın – widerspenstig"               |
| 2015 | Viola           | Lisa Klotz            | Stuttgart             | David Robert Coleman   | Zwiegespräch II – Etüde für Viola                            |
| 2015 | Trompete        | Renato Longo          | Berlin (Hanns Eisler) | Birke J. Bertelsmeier  | "zu-neigend" und "unstet"                                    |
| 2015 | Klarinette      | Magdalena Faust       | Freiburg im Breisgau  | Márton Illés           | Három akvarell klarinétra (Drei Aquarelle für Klarinette)    |
| 2014 | Kontrabass      | Michael Karg          | Nürnberg              | Jan Müller-Wieland     | Traumstück für Kontrabass-Solo                               |
| 2013 | Violoncello     | Katarina Schmidt      | München               | Manfred Trojahn        | Mendelssohns Möwen, ein Lied ohne Worte für Violoncello solo |

### Sonderpreis – Preis der Freunde Junger Musiker Deutschland
| Jahr | Fach            | Preisträger                 | Preisträger           |
| Jahr | Fach            | Name                        | Hochschule            |
| ---- | --------------- | --------------------------- | --------------------- |
| 2025 | Klaviertrio     | Bernstein Trio              | Berlin (Hanns Eisler) |
| 2024 | Streichquartett | Viatores Quartett           | Berlin (Hanns Eisler) |
| 2023 | Violoncello     | Felix Brunnenkant           | München               |
| 2021 | Klaviertrio     | Trio E.T.A.                 | Hamburg               |
| 2020 | Gesang          | Ekaterina Chayka-Rubinstein | Hannover              |
| 2019 | Orgel           | Johannes Lamprecht          | München               |
| 2018 | Klavier         | Cunmo Yin                   | Hannover              |
| 2017 | Klaviertrio     | Gutfreund Trio              | Frankfurt am Main     |
| 2016 | Streichquartett | vision string quartet       | Berlin (UdK)          |
| 2015 | Klarinette      | Zilvinas Brazauskas         | Lübeck                |
| 2014 | Kontrabass      | Michael Karg                | Nürnberg              |
| 2013 | Schlagzeug      | Simone Rubino               | München               |

### Weitere Sonderpreise
| Jahr | Fach                  | Preis                                                                         | Preisträger                                                                            | Preisträger                                                  |
| Jahr | Fach                  | Preis                                                                         | Name                                                                                   | Hochschule                                                   |
| ---- | --------------------- | ----------------------------------------------------------------------------- | -------------------------------------------------------------------------------------- | ------------------------------------------------------------ |
| 2025 | Violine               | Sonderpreise der Walter Kaminsky-Stiftung                                     | Anton Carus Hanna-Rosa Emilsson Jiaqi Lu Leyang Tang                                   | München Berlin (UdK) Freiburg im Breisgau Berlin (UdK)       |
| 2024 | Gesang                | Sonderpreise der Walter Kaminsky-Stiftung                                     | Yijae Kim Rory Green Madalena Oliveira Martins Laura Irmengard Braun Annemarie Pfahler | Detmold Berlin (UdK) Berlin (Hanns Eisler) Nürnberg Hannover |
| 2022 | Komposition           | Sonderpreis Interpretation Wettbewerbsbeitrag                                 | Ensemble ColLAB Cologne                                                                | Köln                                                         |
| 2022 | Komposition / Klavier | Stipendien der Elsa-Wera-Arnold-Stiftung                                      | Lili Bogdanova Eva Kuhn Patrick Thomas Schäfer Matteo Weber                            | Berlin (Hanns Eisler) München Köln Karlsruhe                 |
| 2021 | Violine / Klaviertrio | Stipendien der Elsa-Wera-Arnold-Stiftung                                      | Avin Trio Arion Piano Trio Tami Pohjola Victoria Wong                                  | Hannover Berlin (UdK) München Berlin (UdK)                   |
| 2018 | Komposition           | Sonderpreis Interpretation Wettbewerbsbeitrag                                 | Mailquartett und Alexander Kalina                                                      | Düsseldorf                                                   |
| 2016 | Klavier               | Deutscher Pianistenpreis                                                      | Wataru Hisasue                                                                         | Freiburg im Breisgau                                         |
| 2016 | Posaune               | Sonderpreis für Klavierbegleitung                                             | Timothee Mille                                                                         | München                                                      |
| 2014 | Gesang                | Sonderpreis für Klavierbegleitung                                             | Hélio Leonardo Moreira Vida                                                            | Karlsruhe                                                    |
| 2014 | Gesang                | Sonderpreis für die beste Interpretation eines Goethe-Lieds von Wolfgang Rihm | Ludwig Mittelhammer                                                                    | München                                                      |
| 2013 | Bläserkammermusik     | Sonderpreis für die beste Interpretation eines zeitgenössischen Werkes        | Klavierquintett Berlin                                                                 | Berlin (UdK)                                                 |

## Preisträger – 1963 bis 2012 (Stiftung Preußischer Kulturbesitz)
| Jahr | Fach                        | Preisträger | Preisträger          |
| Jahr | Fach                        | Name | Hochschule           |
| ---- | --------------------------- | --- | -------------------- |
| 2012 | Violine                     | Sarah Christian | Berlin (HfM)         |
| 2012 | Orgel                       | Sebastian Küchler-Blessing | Freiburg             |
| 2011 | Gesang                      | Anna Lucia Richter | Köln                 |
| 2011 | Blechbläserensemble         | Matthew Sadler (Trompete), Matthew Brown (Trompete), Cecilie Hoel (Horn), Mikael Rudolfsson (Posaune), Rubén Durá de Lamo (Tuba)     | Hannover             |
| 2010 | Duo Violoncello/Klavier     | Duo Parthenon: Christine Rauh, Johannes Nies                                                                                         | Hannover             |
| 2009 | Klavierduo                  | 2 Klaviere: Michael Christensen, Chi-Hsien Kuan                                                                                      | Saarbrücken          |
| 2009 | Streichquartett             | Almandin-Quartett: Meike Bertram (1. Violine), Anne Marie Harer (2. Violine), Karoline Markert (Viola), Katharina Kühl (Violoncello) | Hannover             |
| 2008 | Klavierquartett             | Orion Quartett: Esiona Stefani (Violine), Harald Hufnagel (Viola), Tobias Sykora (Violoncello), Mariko Sudo (Klavier)                | Essen                |
| 2008 | Viola                       | Wen Xiao Zheng | München              |
| 2007 | Klavier                     | Li-chun Su | Berlin (UdK)         |
| 2007 | Duo Violine/Klavier         | Pauline Reguig (Violine), Emilio Peroni (Klavier)                                                                                    | Rostock              |
| 2006 | Posaune                     | Frederic Belli | Hannover             |
| 2006 | Duo Violoncello/Klavier     | Julian Arp (Violoncello), Caspar Frantz (Klavier)                                                                                    | Berlin (HfM)         |
| 2005 | Klaviertrio                 | Kim-Trio: Nayoung Kim (Klavier), Taehyun Kim (Violine), Jiyeon Kim (Violoncello)                                                     | Hannover             |
| 2005 | Fagott                      | Guilhaume Santana | Hannover             |
| 2004 | Gesang                      | Konstantin Wolff | Karlsruhe            |
| 2004 | Gitarre                     | Yan Skryhan | Köln                 |
| 2003 | Streichtrio                 | Korea String Trio: In-Hee Na (Cello), Euna Kim (Violine), Jin Won Yoon (Viola)                                                       | Berlin (UdK)         |
| 2003 | Orgel                       | Andre Dewar | Stuttgart            |
| 2002 | Viola                       | Julia Mai | Berlin (UdK)         |
| 2002 | Bläserquintett              | Bläserquintett Detmold | Detmold              |
| 2001 | Violoncello                 | Johannes Moser | Berlin (HfM)         |
| 2001 | Blechbläserquintett         | esBRASSo: Stefan Schultz, Felix Hirn, Raimund Zell, Stephan Arendt, Attila Benkö                                                     | Karlsruhe            |
| 2000 | Komposition für Klaviertrio | Franz-F. Kaern | Heidelberg-Mannheim  |
| 2000 | Horn                        | Birgit Kölbl | Köln                 |
| 1999 | Gesang                      | Anke Vondung | Heidelberg-Mannheim  |
| 1999 | Klarinette                  | Markus Schön | Saarbrücken          |
| 1998 | Fagott                      | Marion Reinhard | Weimar               |
| 1997 | Klavier                     | Luiza Borac | Hannover             |
| 1997 | Flöte                       | Kersten McCall | Karlsruhe            |
| 1996 | Klaviertrio                 | Zürcher Klaviertrio: Christiane Frucht, Patrick McDermott, Joel Marosi                                                               | Köln                 |
| 1996 | Violoncello                 | Nikla Eppinger | Hamburg              |
| 1995 | Orgel                       | Martin Schmeding | Hannover             |
| 1995 | Violine                     | Albrecht Breuninger | Karlsruhe            |
| 1994 | Streichquartett             | Minguet-Quartett: Ulrich Isfort, Anke-Bettina Lorenz, Irene Schwalb, Konstantin Schönberg                                            | Essen                |
| 1993 | Gesang                      | Simone Kermes Jochen Kupfer | Leipzig              |
| 1992 | Violoncello                 | Nikolai Schneider | Lübeck               |
| 1992 | Klavierduo                  | Noriko Ishikawa, Manfred Kratzer | Karlsruhe            |
| 1991 | Klavier                     | Yoshiko Iwai | Detmold              |
| 1990 | Orgel                       | Heidi Emmert | Detmold              |
| 1990 | Violine                     | Wolfgang Mertes | Hannover             |
| 1988 | Violoncello                 | Gustav Rivinius | Lübeck               |
| 1988 | Klaviertrio                 | Michael Hauber, Eckhard Fischer, Mario De Secondi                                                                                    | Stuttgart            |
| 1987 | Violine                     | Ara Malikian | Hannover             |
| 1987 | Klavier                     | Ikuyo Nakamichi | München              |
| 1986 | Gesang                      | Wilja-Elise Mosuraitis | Hamburg              |
| 1986 | Orgel                       | Martin Sander | Hannover             |
| 1985 | Streichquartett             | Mannheimer Streichquartett: Alfred Oppelcz, Susanne Hohorst, Ulrich Knörzer, Armin Fromm                                             | Stuttgart            |
| 1985 | Duo Violine/Klavier         | Midori Goto-Schicht, Hitomi Narukawa                                                                                                 | Freiburg             |
| 1983 | Violine                     | Florin Paul | Freiburg             |
| 1983 | Klaviertrio                 | Michael Mücke, Niklas Schmidt, Wolf Harden                                                                                           | Lübeck               |
| 1982 | Klavier                     | Sachiko Hasegawa | Berlin               |
| 1982 | Komposition                 | Thomas Bracht | Detmold              |
| 1981 | Gesang                      | Yu-Ching Lin | Köln                 |
| 1981 | Klavier                     | Wolfgang Manz | Hannover             |
| 1980 | Klavier                     | Chia Chou | Stuttgart            |
| 1979 | Klavier                     | Konstanze Eickhorst | Hannover             |
| 1978 | Gesang                      | Keiko Hibi | Stuttgart            |
| 1978 | Orgel                       | Harald Feller | München              |
| 1977 | Klavier                     | Marioara Trifan | Köln                 |
| 1977 | Klaviertrio                 | Tomoko Okada, Junko Isono, Soichi Nishiuchi                                                                                          | Detmold              |
| 1976 | Klavier                     | András Hamary | Hannover             |
| 1976 | Violine                     | Edward Zienkowski | Hannover             |
| 1975 | Klavier                     | Wolfgang Bloser | Stuttgart            |
| 1975 | Violoncello                 | Georg Faust | Köln                 |
| 1974 | Gesang                      | Matthias Hölle | Stuttgart            |
| 1974 | Orgel                       | Martin Lücker | Hannover             |
| 1973 | Klavier                     | Nia Tichman | Köln                 |
| 1972 | Violoncello                 | Friedrich-Jürgen Sellheim | Detmold              |
| 1971 | Gesang                      | Werner Nel | München              |
| 1971 | Orgel                       | Michael Felix Edgar Krapp | Saarbrücken München  |
| 1970 | Klavier                     | Raymund Havenith | Köln                 |
| 1970 | Streichquartett             | Kiyoshi Okayama, Richard Groocock, Hans Kohlhase, Yoshiko Hattori                                                                    | Hamburg              |
| 1969 | Klaviertrio                 | Monika Leonhard, Rainer Kussmaul, Peter Hahn                                                                                         | Stuttgart            |
| 1968 | Violine                     | Thomas Egel-Goldschmidt | Freiburg             |
| 1968 | Violoncello                 | Andreas Schmid | Köln                 |
| 1967 | Gesang                      | Siegmund Nimsgern | Saarbrücken          |
| 1967 | Klavier                     | Wilfried Kassebaum | Detmold              |
| 1966 | Orgel                       | Leo Krämer Ludger Mai | Saarbrücken Freiburg |
| 1965 | Klavier                     | Lois Smetona-Pachucki | Freiburg             |
| 1965 | Violine                     | Yuuko Shiokawa | München              |
| 1964 | Gesang                      | Ceslaw Zielinski | Freiburg             |
| 1964 | Violoncello                 | Claus-Peter Reichardt | München              |
| 1963 | Klaviertrio                 | Gisela Schellong, Karsten Heymann, Bernhard Gmelin Bernhard Kontarsky, Jörg-Wolfgang Jahn, Thomas Bless                              | Hamburg Köln         |

## Stipendiaten – 1879 bis 1934 (Felix-Mendelssohn-Bartholdy-Stiftung)
| Jahr | Fach        | Preisträger                                                                                             |
| ---- | ----------- | --- |
| 1934 | Klavier     | Karl August Schirmer                                                                                    |
| 1934 | unbekannt   | Alfred Lueder, Isabella Schmitz, August Kreuter, Johannes Schneider-Marsfeld                            |
| 1933 | Komposition | Bernhard Heiden, Werner Trenkner, Hans Vogt                                                             |
| 1933 | Klavier     | Karlrobert Kreiten, Karl Weiß, Kurt Borack, Sebastian Peschko                                           |
| 1932 | Komposition | Norbert von Hannenheim, Harald Genzmer                                                                  |
| 1932 | Violine     | Siegfried Borries, Paul Kiß, Helmut Zernick                                                             |
| 1931 | Komposition | Fritz Piket, Kurt Fiebig                                                                                |
| 1931 | Violine     | Marianne Tunder, Roman Totenberg                                                                        |
| 1931 | Klavier     | Arthur Balsam                                                                                           |
| 1930 | Violine     | Ibolyka Zilzer                                                                                          |
| 1930 | Violoncello | Ludwig Hölscher                                                                                         |
| 1929 | Komposition | Dr. Herbert Marx                                                                                        |
| 1929 | Klavier     | Richard Laugs, Julian Karólyi                                                                           |
| 1928 | Komposition | Grete von Zieritz, Hans Humpert, Leon Klepper                                                           |
| 1928 | Violine     | Willi Stroß                                                                                             |
| 1928 | unbekannt   | Willy Goldfarb-Frey                                                                                     |
| 1927 | unbekannt   | Heinz Rennen, Awiasaf Bernstein                                                                         |
| 1926 | Komposition | Ignaz Strasfogel, Ernst Pepping                                                                         |
| 1926 | Klavier     | Franz Osborn                                                                                            |
| 1925 | Komposition | Berthold Goldschmidtz                                                                                   |
| 1925 | Violine     | Ria Schmitz-Gohr, Max Rostal                                                                            |
| 1920 | Violine     | Anna Radnitz                                                                                            |
| 1920 | Komposition | Erwin Bodky                                                                                             |
| 1919 | Komposition | Max Tauber, Kurt Weill                                                                                  |
| 1919 | Klavier     | Richars Wilenski                                                                                        |
| 1919 | Waldhorn    | Hermann Blume                                                                                           |
| 1918 | Violine     | Erna Schröder, Anna Radnitz                                                                             |
| 1917 | Komposition | Wilhelm Kempff, Karl Westermeyer, Emil Peeters, Fritz Buder                                             |
| 1917 | Klavier     | Wilhelm Kempff, Richars Wilenski                                                                        |
| 1917 | Violoncello | Gisella Trau                                                                                            |
| 1917 | Cembalo     | Anna Pincus                                                                                             |
| 1916 | Violine     | Steffi Koschat                                                                                          |
| 1916 | Komposition | Friedrich Frischenschlager, Erwin Bodky, Dr. Bruno Spors, Siegfried Choinanus                           |
| 1916 | Violoncello | Alfred Schattschneider                                                                                  |
| 1916 | Klavier     | Hans Bund                                                                                               |
| 1915 | Komposition | Wilhelm Kempff, Margarete Wickop                                                                        |
| 1915 | Violine     | Emmy Brode, Käthe Sumpf                                                                                 |
| 1915 | Klavier     | Lydia Behrend                                                                                           |
| 1915 | Cembalo     | Alice Ehlers                                                                                            |
| 1914 | Komposition | Fritz Rothschild, Friedrich Frischenschlager, Katharina Schurzmann, Max Trapp, Hans David               |
| 1914 | Violine     | Albert Stoessel, Gertrud Rohloff                                                                        |
| 1914 | Klavier     | Luise Gmeiner, Johanna Sömme                                                                            |
| 1914 | Cembalo     | Alixe Ehlers                                                                                            |
| 1914 | Orgel       | Adolf Schütz                                                                                            |
| 1913 | Komposition | Max Trapp                                                                                               |
| 1913 | Klavier     | Luise Gmeiner, Mischa Levitzki-Levine, Rudolf Racky, Elsa Henning, Ilonka von Pathy                     |
| 1913 | Violine     | Hans Bassermann, Anna Bezak                                                                             |
| 1913 | Gesang      | Adolf Knörzer                                                                                           |
| 1912 | Komposition | Georg Fränkel                                                                                           |
| 1912 | Klavier     | Walter Meyer, Romuald Wikarski                                                                          |
| 1912 | Klarinette  | Alfred Richter                                                                                          |
| 1912 | Violine     | Licco Amar                                                                                              |
| 1906 | Gesang      | Elfriede Martick                                                                                        |
| 1906 | Violoncello | Sara Gurovitch                                                                                          |
| 1906 | Klavier     | Joseph Rywkind, Otto Klemperer, Emerich Stefaniai                                                       |
| 1905 | Komposition | Elisabeth Knyper                                                                                        |
| 1905 | Violine     | Helen Ferchland, Joseph Rywkind, Eva Uhlmann, Melanie Michaelis, Richars Czerwonky, Wladyslaw Waghalter |
| 1905 | Gesang      | Elisabeth Lewysohn, Margarete Schuster                                                                  |
| 1905 | Violoncello | Eugenie Stoltz                                                                                          |
| 1905 | Klavier     | Thekla Scholl, Nellie Smith, Alfred Höhn, Lonny Epstein, Bruno Helberger                                |
| 1904 | Violine     | Palina v. Paszhtorie, Herr Kroemer, Martha Drews, Juanita Brockmann, Eugenie Stoltz                     |
| 1904 | Klavier     | May Dölling, Lonny Epstein, Adele Stöcker                                                               |
| 1904 | Komposition | Herr Zeitz                                                                                              |
| 1903 | Komposition | Richard Fricke, Fritz Vögely                                                                            |
| 1903 | Violine     | Wladyslaw Waghalter, Amalie Birnbaum                                                                    |
| 1903 | Klavier     | Helene Zimmermann, Olga Hahn, Charles Bünte                                                             |
| 1902 | Komposition | Alfred Sittard                                                                                          |
| 1902 | Violine     | Erna Schulz, Corinna Gorga                                                                              |
| 1902 | Klavier     | Nellie Smith                                                                                            |
| 1902 | Violoncello | Max Schildbach                                                                                          |
| 1901 | Komposition | Curt Börner                                                                                             |
| 1901 | Violine     | Alfred Wittenberg, Erna Schulz                                                                          |
| 1901 | Klavier     | Elly Ney, Olga Kuntze, Hermann Zilcher                                                                  |
| 1900 | Komposition | Richard Rössler                                                                                         |
| 1900 | Violine     | Karl Klingler, Jascha Sussmann, Corinna Gorge                                                           |
| 1900 | Klavier     | Hermann Zilcher, Hedwig Kirsch                                                                          |
| 1900 | Gesang      | Gertrud Adam                                                                                            |
| 1899 | Komposition | Siegfried Fall                                                                                          |
| 1899 | Klavier     | Marie Bender, Eduard Devrient, Henriot Levy, Christian Hochkoppel                                       |
| 1899 | Violoncello | Alfred Saal, Arnolf Födery                                                                              |
| 1899 | Flöte       | Herbert Krüger                                                                                          |
| 1899 | Orgel       | Eduard Devrient                                                                                         |
| 1899 | Violine     | Juanita Brockmann, Johannes Palaschko, Alfred Wittenberg, Jascha Sussmann                               |
| 1899 | Gesang      | Bertha Jahr                                                                                             |
| 1898 | Klavier     | Frieda Hodapp, Wilhelm Backhaus, Henriot Levy, Marie Bender                                             |
| 1898 | Violine     | Johannes Palaschko                                                                                      |
| 1897 | Violine     | Eleonore Jackson, Ferdinand Schleicher                                                                  |
| 1897 | Klavier     | Frieda Hodapp                                                                                           |
| 1897 | Gesang      | Ferdinand Schleicher                                                                                    |
| 1896 | Komposition | Paul Juon                                                                                               |
| 1896 | Klavier     | Walter Bachmann, Josephine Hartmann, Bartha Michalen                                                    |
| 1896 | Violine     | Juanita Brockmann, Eleonore Jackson                                                                     |
| 1895 | Klavier     | Elsie Hall, Walther Bachmann                                                                            |
| 1895 | Violine     | Heinrich Bendler                                                                                        |
| 1894 | Komposition | Martin Grabert, May C. Taylor                                                                           |
| 1894 | Klavier     | Dietrich Schäfer, Toni Tholfus                                                                          |
| 1894 | Violine     | Heinrich Bendler, Mina Rodes                                                                            |
| 1893 | Komposition | Carl Thiel, Louis Saar, Leo Schrattenholz                                                               |
| 1893 | Violine     | Rudolf Lentz, Olga v. Lerdahely                                                                         |
| 1893 | unbekannt   | Emil Eckert, Gustav Löser                                                                               |
| 1893 | Klavier     | Nellie Kühler, Lizzie Reynolds, Amelia Heineberg, Kati MacDonald                                        |
| 1892 | unbekannt   | Helene Jordan                                                                                           |
| 1892 | Violine     | Rosa Schindler, Rudolf Lentz                                                                            |
| 1892 | Komposition | Eduard van Dooren                                                                                       |
| 1892 | Klavier     | Lina Mayer                                                                                              |
| 1891 | Komposition | Eduard Behm                                                                                             |
| 1891 | Violine     | Mina Rode, Rudolf Lentz, Betty Schwabe                                                                  |
| 1891 | Klavier     | Felice Kirchdorffer                                                                                     |
| 1890 | Komposition | Friedrich E. Koch, Eduard van Dooren                                                                    |
| 1890 | Klarinette  | Max Oppitz                                                                                              |
| 1890 | Violoncello | Lucy Herbert Campbell                                                                                   |
| 1890 | Violine     | Bram Eldering                                                                                           |
| 1889 | Komposition | Percy Sherwood, Martin Grabert, Eduard Behm                                                             |
| 1889 | Klavier     | August Schmid, Elisabeth Ronge                                                                          |
| 1889 | Violoncello | Carl Piening                                                                                            |
| 1889 | Violine     | Carl Markees, Hermann v. Roner, Dora-Valeska Becker                                                     |
| 1888 | Violine     | Charles Gregorowitsch                                                                                   |
| 1888 | Violoncello | Lucy Herbert Campbell                                                                                   |
| 1888 | Klavier     | Percy Sherwood, Fanny Richter                                                                           |
| 1888 | Komposition | Mathie Neumann, Eduard Behm, Ewald Straesser                                                            |
| 1888 | Orgel       | Bernhard Pfannstiehl                                                                                    |
| 1887 | Violine     | Geraldine Morgan, Charles Gregorowitsch                                                                 |
| 1887 | Komposition | Heinrich v. Eyken, Felix Odenwald, Waldemar v. Baußnern, Peter Fassbänder                               |
| 1887 | Orgel       | Bernhard Pfannstiehl                                                                                    |
| 1887 | Violine     | Charles Gregorowitsch                                                                                   |
| 1886 | Klavier     | Olga v. Radecke                                                                                         |
| 1886 | Orgel       | Bernhardt Pfannstiehl                                                                                   |
| 1886 | Violine     | Charles Gregorowitsch, Geraldine Morgan                                                                 |
| 1886 | Violoncello | Hermann Kindler                                                                                         |
| 1885 | Komposition | Georg Stolzenberg                                                                                       |
| 1885 | Violine     | Gabriele Wietrowetz, Ida Beckmann                                                                       |
| 1885 | Klavier     | Fanny Richter, Margarete Will                                                                           |
| 1885 | Gesang      | Marie Mette                                                                                             |
| 1884 | Komposition | Max Puchat                                                                                              |
| 1884 | Orgel       | Carl Grothe                                                                                             |
| 1884 | Klavier     | Anna Haasters, Solma Krause                                                                             |
| 1884 | unbekannt   | Edmund Masius, Carl Schneidler                                                                          |
| 1883 | Komposition | Ernst Seyffarth                                                                                         |
| 1883 | Violine     | Gabriele Wietrowetz, Margarethe Witt                                                                    |
| 1883 | unbekannt   | Georg Stolzenberg, Alexander Adam, Albert Gortler                                                       |
| 1883 | Klavier     | Martha Schwieder, Elise Tannenberg, Hedwig Meyer                                                        |
| 1883 | Gesang      | Marie Harzer                                                                                            |
| 1882 | Violine     | Marie Soldat, Karl Prill                                                                                |
| 1882 | Komposition | Karl Schneider, Arnold Mendelssohn                                                                      |
| 1882 | Orgel       | Martin Gebhardt                                                                                         |
| 1882 | Klavier     | Martha Schwieder                                                                                        |
| 1882 | Gesang      | Marie Harzer, Elsa Harriers                                                                             |
| 1881 | Komposition | Fritz Kaufmann, Ethel Smyth                                                                             |
| 1881 | Klavier     | Bernard Stavenhagen, Alfred Sormann                                                                     |
| 1881 | Violine     | Andreas Moser, Johann Secundus Kruse                                                                    |
| 1881 | unbekannt   | Sophie Braun, Gotthold Knauth, Philipp Wolfrum, Alexander Adam                                          |
| 1880 | Violine     | Marie Soldat                                                                                            |
| 1880 | Komposition | Carl Wolf                                                                                               |
| 1879 | Komposition | Engelbert Humperdinck, Ernst Seyffardt                                                                  |
| 1879 | Violine     | Joseph Kotek, Johann Secundus Kruse                                                                     |